# Astakidonisia
Die Astakidonisia (griechisch Αστακιδονήσια (n. pl.)) sind eine Gruppe aus vier kleinen, unbewohnten Felseninseln im Karpathischen Meer, rund 35 Kilometer westlich der Nordspitze der Insel Karpathos mit einer Gesamtfläche von 1,148 km². Administrativ gehören sie zur Gemeinde Kasos in der Region Südliche Ägäis. Mit 0,984 km² Fläche ist das namensgebende Astakida das mit Abstand größte der Eilande, es folgen Astakidopoulo mit 0,136 km², Sial mit 0,025 km² und Nimo mit 0,010 km².

## Inseln
| Name                        | griechischer Name                    | Lage                          |
| --------------------------- | ------------------------------------ | ----------------------------- |
| Sial/Syla/Foka              | Σιάλ/Σύλα/Φωκά                       | 35° 54′ 35″ N, 026° 50′ 09″ O |
| Nimo                        | Νήμο (n. sg.)                        | 35° 53′ 39″ N, 026° 48′ 57″ O |
| Astakida                    | Αστακίδα (f. sg.)                    | 35° 53′ 12″ N, 026° 49′ 13″ O |
| Astakidopoulo/Atsakidopoulo | Αστακιδόπουλο/Ατσακιδόπουλο (n. sg.) | 35° 52′ 32″ N, 026° 49′ 30″ O |

## Natur
Aufgrund ihrer abgeschiedenen Lage sind die von tiefem Meer umgebenen Inseln ein wichtiger Rastplatz für Zugvögel sowie Brutgebiet für Seevögel und stellen ein bedeutendes terrestrisches Ökosystem dar. Die Flora ist durch die Anwesenheit von Endemiten und sogenannten Kleininsel-Spezialisten gekennzeichnet.

### Flora
Die Vegetation ist von Phrygana-Beständen und im Küstenbereich von Halophyten geprägt. Bedeutend ist das Vorkommen der ‚Kleininsel-Spezialisten‘ Silene holzmannii und Silene adelphiae, der Hundskamille Anthemis scopulorum und der Felsenbewohnerin Asperula tournefortii sowie weiterer Ägäisendemiten auf Astakida.
Von hohem ökologischen Wert sind die Seegraswiesenbestände (Posidonia oceanica) im Meeresgebiet um Astakida.

### Naturschutz
Zusammen mit anderen unbewohnten Felseninseln bilden die Astakidonisia im Natura 2000 Schutzgebietsnetzwerk in der südlichen Ägäis ein Gebiet von gemeinschaftlicher Bedeutung (SCI) GR 4210011 Vrachonisia Egeou: Velopoula, Falkonera, Ananes, Christiana, Pachia, Fteno, Makra, Astakidonisia, Syrna Gyro Nisia (Βραχονήσια Νοτίου Αιγαίου: Βελοπούλα, Φαλκονέρα, Ανάνες, Χριστιανά, Παχειά, Φτενό, Μακρά, Αστακιδονήσια, Σύρνα-Γύρω νησιά).
Wegen ihrer Bedeutung für seltene, hier brütende Vogelarten wie Eleonorenfalke (Falco eleonorae) und Korallenmöwe (Larus audouinii) sind die Inseln als Europäisches Vogelschutzgebiet GR4210023 Inseln des Karpathischen Meers: Megalo Sofano, Sochas, Mikro Sofrano, Avgo, Divounia, Chamili, Astakidonisia (Νησίδες Καρπάθιου Πελάγους: Μεγάλο Σοφράνο, Σοχάς, Μικρό Σοφράνο, Αυγό, Διβούνια, Χαμηλή, Αστακιδονήσια) ausgewiesen und als Important Bird Area GR173 Islets of Karpathian Sea (GR173 Νησίδες Καρπάθιου Πελάγους) eingestuft.